# Malcolm Holcombe
Malcolm Holcombe, (Weaverville (North Carolina), 2 september 1955 – 9 maart 2024) was een Amerikaanse singer-songwriter. Zijn muziek wordt wel gezien als een mengsel van rootsmuziek, dat hij zelf “folk” noemde.

## Jeugd
Holcombe werd geboren in Weaverville als jongste van vier broers. Zijn vader en grootvader, “Papa" Holcombe, onderhielden een buslijn tussen Mars Hill en Weaverville. Hij werd opgevoed met zijn moeders liefde voor muziek en lezen en zijn vaders aanmoedigingen om door te zetten. Zijn vader kocht een gitaar voor hem, waar hij dankzij vriendjes in de buurt op leerde spelen. Holcombe groeide op in Swannanoa. Later, op de middelbare school, kwam hij bij de folkgroep The Hilltoppers waar hij liedjes van Peter, Paul and Mary, traditionele ballades uit de Appalachen en oude bluegrassstandards leerde spelen.

## Carrière
In 1976 trad Holcombe regelmatig op in Caesar’s Parlor, een zaal in Asheville, en ontmoette daar Ray Sisk en Joey Freeman die hem opnamen in de band Redwing. Ray moedigde hem aan om hard te werken, veel op te treden, te reizen en liedjes te schrijven. Met Sam Milner vormde hij een duo en namen zij in 1985 een lp op: Trademark. Op 2 september 1990 kocht Holcombe een kaartje enkele reis  voor de Greyhound naar Nashville.
In 1994 verscheen A Far Cry From Here bij het kleine label Purple Girl Music, geproduceerd door Don Tolle.
In 1996 kon Holcombe bij een groter label een album uitbrengen: A Hundred Lies (geproduceerd door J. Steven Soles) bij Geffen Records. Maar het noodlot sloeg toe: Geffen werd ingelijfd bij Universal Music en Holcombe’s album verdween in de vergeethoek. Vrolijk werd Holcombe daar niet van: “There’s no luck in this world, no luck. You know there ain’t".
Toen A Hundred Lies in 1999 opnieuw werd uitgebracht bij Hip-O Records verschenen er lovende recensies. In datzelfde jaar verscheen een album van mondharmonicaspeler Kirk “Jelly Roll” Johnson: een compilatie van optredens van Johnson met “a few close friends”: Tony Arata, Fred Knobloch, Verlon Thompson, Suzi Ragsdale en Malcolm Holcombe. In 2003 verscheen Another Wisdom bij Southbound Records, evenals A Far Cry From Here geproduceerd door Don Tolle.
Het in eigen beheer geproduceerde I Never Heard You Knockin’ volgde in 2005. Dit album was geheel akoestisch en live in de studio opgenomen, en het Americana-tijdschrift No Depression noemde het “Holcombe at his best”.
Holcombe werd in Nederland bekend met Not Forgotten uit 2006 dat hij opnam in zijn geboorteplaats Asheville en samen met Aaron Price produceerde. De klank van dit album wordt sterk bepaald door Jared Tyler op lap steel en dobro. In 2007 toerde hij voor het eerst in Nederland om het album te promoten. Het album werd eind 2007 nummer 43 in de album-top 50 van het radioprogramma American Connection.
In 2007 verscheen de ep Wager als voorproefje van Gamblin’ House uit 2008, beide bij Echo Mountain Records en geproduceerd door Ray Kennedy. Op Gamblin’ House speelt Kirk “Jelly Roll” Johnson mondharmonica.
Ray Kennedy produceerde ook For the Mission Baby dat in 2009 verscheen, opgenomen in de Room & Board Studio in Nashville, met in de begeleidingsband onder anderen Jared Tylor op dobro en Tim O'Brien op een hele verzameling andere snaarinstrumenten.
In 2011 kwam het door Jared Tyler geproduceerde To Drink the Rain uit op het platenlabel van Jimmy LaFave, Music Road Records.
In 2012 keerde Ray Kennedy terug als producer van Down the River. In de band speelt multi-instrumentalist Darrell Scott (o.a. dobro op het openingsnummer Butcher in Town), zingt Emmylou Harris tweede stem op In Your Mercy en zingt Steve Earle tweede stem en speelt mondharmonica op Trail O’ Money.
Tijdens zijn tournee in 2014 verkocht Holcombe een zelfgebrande cd met de opname van een optreden van 28 september 2012 in het Brewery Lane Theatre, Carrick on Suir in Ierland.
Holcombe overleed op 9 maart 2024 op 68-jarige leeftijd aan kanker.

## Varia
Over zijn eigen muziek zei hij in 2008 in een interview: “That’s got the fewest number of syllables, that’s who we are — folks".

## Optredens in Nederland en België
- 25 mei 2007: The Movies (Leiden)

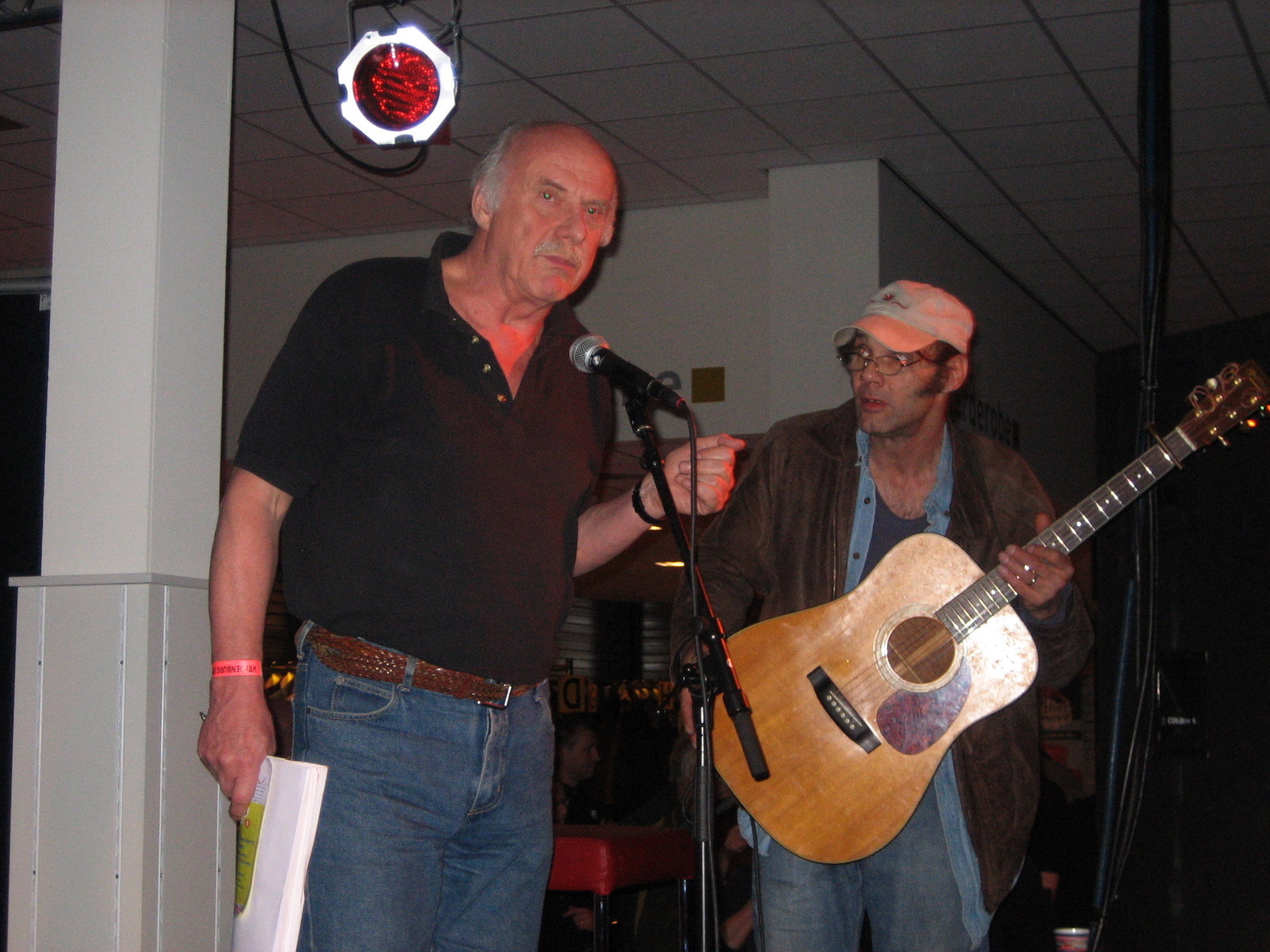
Jan Donkers kondigt Malcolm Holcombe aan op het Blue Highways festival 2008 in Utrecht

- 26 mei 2007: Naked Song Festival (Eindhoven)
- 27 mei 2007: Café de Witte Bal (Assen)
- 28 mei 2007: De Schalm (Westwoud)
- 29 mei 2007: Interview door Paul Harvey in het programma Studio6 op (Radio 6)
- 29 mei 2007: In the Woods (Lage Vuursche)
- 30 mei 2007: Plein Theater (Amsterdam)
- 31 mei 2007: Sociëteit Transvaria (Den Haag)
- 18 april 2008: Toogenblik (Brussel)
- 19 april 2008: Blue Highways Festival (Utrecht)
- 3 mei 2008: Rhythm & Blues Night, De Oosterpoort (Groningen)
- 1 februari 2009: Paradiso (Amsterdam) met Gurf Morlix
- 18 februari 2010: Paradiso (Amsterdam)
- 24 maart 2011: Paradiso (Amsterdam)
- 27 maart - 5 april 2014: tournee met Ed Snodderly: Den Haag, Brussel, Lage Vuursche, Amsterdam, Borger, Almelo (podium Paco Plumtrek).

## Discografie
- Trademark (1985, lp)
- A Far Cry From Here (1994)
- A Hundred Lies (1996, heruitgave 1999)
- Jelly Roll Johnson and a Few Close Friends (1999)
- Another Wisdom (2003)
- I Never Heard You Knockin’ (2005)
- Not Forgotten (2006)
- Wager (2007, 5 song-ep)
- Gamblin’ House (2008)
- For the Mission Baby (2009)
- To Drink the Rain (2011)
- Down the River (2012)
- Brewery Lane Theatre (2014)
- Pitiful Blues (2014)